# Isla de treinta ataúdes
Isla de treinta ataúdes (L'île aux trente cercueils / Island of Thirty Coffins), era una miniserie de Francia producida en 1979.                                                                                                                                                                                                                                                                                                                                       

## Sinopsis
La acción se desarrolla en 1917. Véronique de Hergemont (Claude Jade) es una joven mujer de 35 años, enfermera al hospital militar de Besançon. Se entera repentinamente del asesinato de su marido, el misterioso Conde Vorski (Jean-Paul Zehnacker), que no ha visto hace catorce años. Sus investigaciones van a conducirla también sobre la pista de su padre e hijos que creía muertos en un naufragio. 
- Datos: Q1213627